# Concerto classico
Concerto classico è un album del cantante italiano Al Bano, pubblicato il nel 1997 dall'etichetta discografica WEA Records. Il disco, arrangiato da Rainer Pietsch, contiene le più celebri melodie di Tchaikovsky, Dvořák, Chopin, Schubert, Offenbach, Beethoven, Gounod, Verdi, Puccini e Donizetti adattate in chiave moderna.  Per le vendite di questo album Al Bano ha ricevuto nel 1998 in Austria (prima posizione per 4 settimane) 2 dischi di platino e uno d'oro mentre i due dei dischi di platino gli furono consegnati dai tenori Plácido Domingo e José Carreras in occasione di un concerto a Bad Ischl.

## Tracce
1. Il mio concerto per te (Pëtr Il'ič Čajkovskij, Andrea Lo Vecchio, Albano Carrisi - Concerto per pianoforte n. 1 in si bemolle minore, op. 23)
2. Una furtiva lagrima (Gaetano Donizetti, Felice Romani - Aria di Nemorino dall`opera L'elisir d'amore)
3. Terra mia (Antonín Dvořák, Albano Carrisi, Ermanno Croce - Largo dalla Sinfonia N. 9 Dal nuovo mondo)
4. Va pensiero (Giuseppe Verdi, Temistocle Solera - Coro degli schiavi ebrei dall`opera Nabucco)
5. Dormi (Giacomo Puccini, Albano Carrisi - Finale dell`Atto II dall`opera Madama Butterfly)
6. La nostra serenata (Franz Schubert, Albano Carrisi, Vito Pallavicini - Leise flehen meine Lieder", Ständchen D 957, No. 4)
7. Buona notte amore mio (Jacques Offenbach, Albano Carrisi, Ermanno Croce - Barcarola tratta da Hoffmanns Erzählungen)
8. Viva la libertà (Giuseppe Verdi, Andrea Lo Vecchio - Marcia trionfale dall`Atto II dell`opera Aida)
9. E lucevan le stelle (Giacomo Puccini, Luigi Illica, Giuseppe Giacosa - Aria di Mario Cavaradossi dall`Atto III dell`opera Tosca)
10. Tu dove sei (Fryderyk Chopin, Albano Carrisi, Vito Pallavicini - Studio op. 10 n. 3)
11. Giochi del tempo (Anonimo, Romina Power - Romanza anonima)
12. Anni (Ludwig van Beethoven, Andrea Lo Vecchio - Allegretto dalla Sinfonia N. 7 in La maggiore op. 92)
13. Ave Maria (Johann Sebastian Bach, Charles Gounod - Meditazione al Preludio N. 1 dal Clavicembalo ben temperato)
14. Canto alla gioia (Ludwig van Beethoven, Andrea Lo Vecchio - Quarto movimento della Sinfonia n. 9 (Beethoven))

## Classifiche
| Classifica | Posizione |
| ---------- | --------- |
| Austria    | 1         |